# چالا آکالین
چالا آکالین (به انگلیسی: Çağla Akalın) (زاده ۱۷ ژوئن ۱۹۹۰) بازیگر و مدل اهل ترکیه است.
او یک زن ترنس است.
در سال ۲۰۱۳ او اولین دارنده عنوان دوشیزه ملکه شد که مسابقه زیبایی افراد ترنس در ترکیه است. او همچنین اولین مدل تراجنسیتی ترکیه است